# Sankt-Petri-Kirche (Thale)

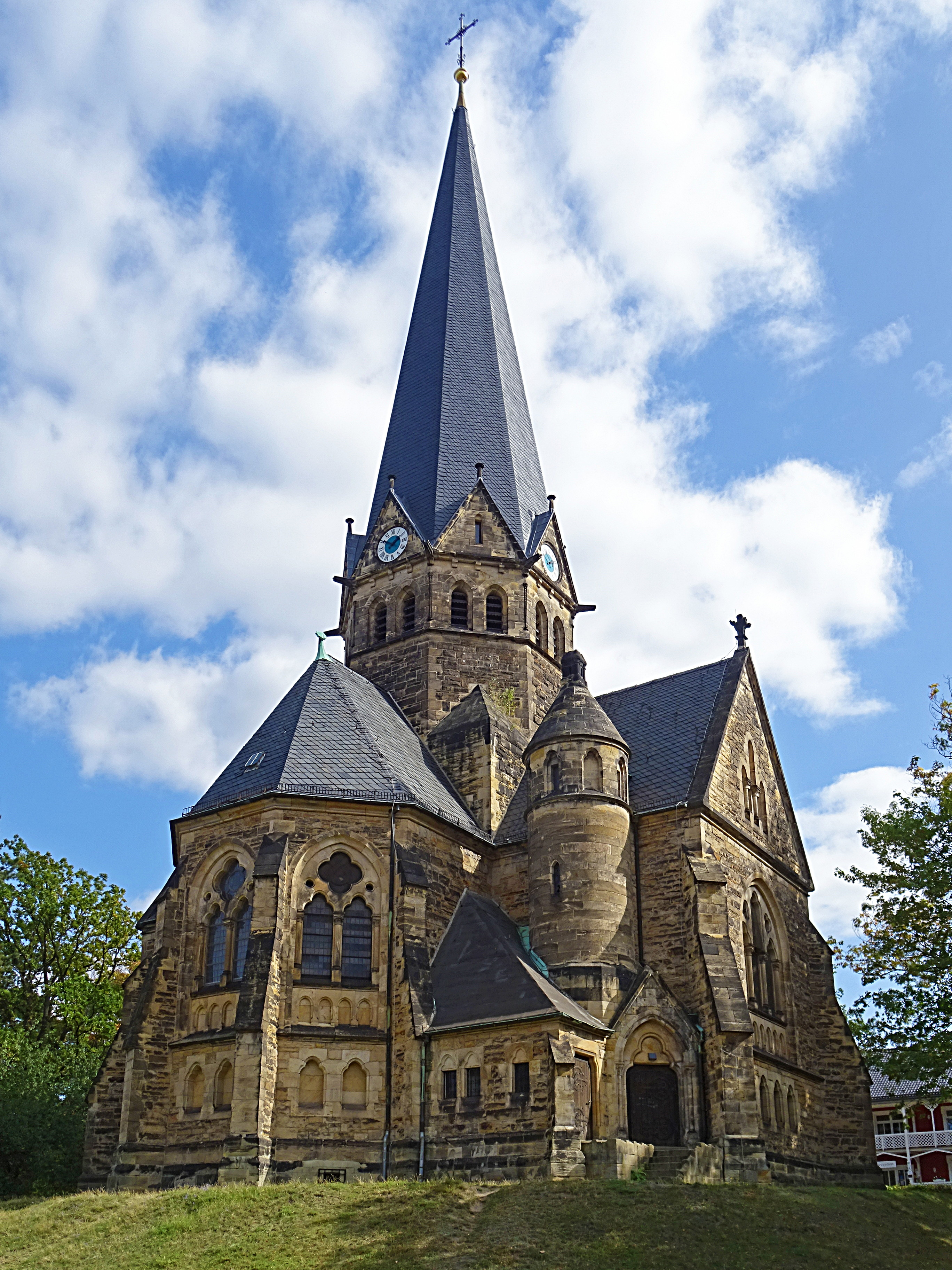
St. Petri, Ansicht von Westen

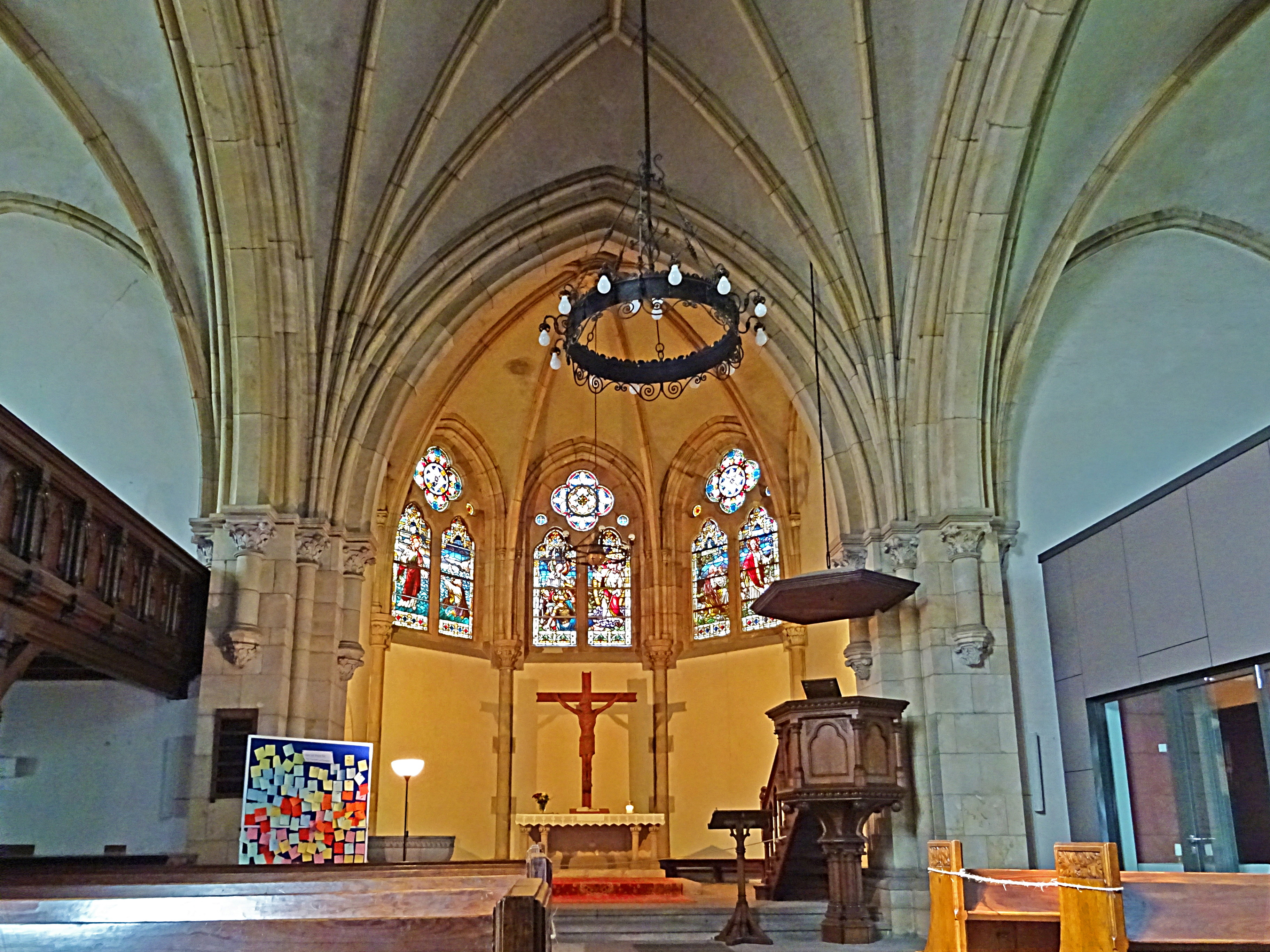
Blick zum Chor

Die Sankt-Petri-Kirche ist eine evangelische Kirche in der Stadt Thale in Sachsen-Anhalt.

## Lage
Sie befindet sich im als Kurpark der Stadt angelegten Friedenspark, an der Adresse Hubertusstraße 2.

## Architektur und Geschichte
Evangelische Pfarrkirche des Bereichs war die Sankt-Andreas-Kirche im Unterdorf von Thale. Als Beginn von Gottesdiensten im Thalenser Oberdorf gilt eine Genehmigung der Halberstädter Regierung zur Abhaltung einer jährlichen Predigt vom 4. Mai 1756, die auf Antrag des Bergverwalters Herbig erging. Regelmäßige Gottesdienste fanden dann ab 1843 in einer privaten Kapelle des Hüttenbesitzers Bennighausen statt. Mit dem Wechsel des Hüttenbesitzes auf die Familie Soltmann endete jedoch 1864 die öffentliche Nutzung dieser Kapelle, die heute als katholisches Pfarrhaus dient. Die Gottesdienste fanden dann an unterschiedlichen Orten, so in Hotels und auch im Speiseraum der Hütte, statt.
Durch das starke Wachstum des Hüttenwerks und die damit deutlich steigende Einwohnerzahl Thales machte sich der Bau einer zweiten evangelischen Kirche erforderlich. Ein Kirchenbaukomitee wurde am 5. September 1897 gegründet. Durch Finanzierungsschwierigkeiten kam es jedoch zu Verzögerungen. 1902 übernahm die Kaiserin Auguste Victoria die Schutzherrschaft für das Bauvorhaben. Von ihr stammte auch ein Erlass, der den Heiligen Petrus als Namenspatron bestimmte und die enge Beziehung zum Patron der Sankt-Andreas-Kirche darstellen sollte. Die Grundsteinlegung erfolgte 1904.
Die neoromanische Kirche wurde dann in den Jahren 1904/1905 nach einem Entwurf des Quedlinburger Baurats Paul Ochs im Stil rheinischer Spätromanik mit reichhaltiger Gestaltung der Fassaden gebaut. Es entstand ein aus Werkstein errichteter, emporstrebender Zentralbau in Kreuzform, der von einem mächtigen achteckigen Turm beherrscht wird. Der Kirchturm wird von einem Spitzhelm bekrönt. Das Kirchendach ist mit Schiefer gedeckt. Der nördliche Arm des Baus dient als Altarhaus und hat ein fünf-Achtel Chorpolygon. Am westlichen Arm befindet sich die Sakristei sowie ein runder Treppenturm mit zwei Nebenportalen. Die Fenster der Kirche sind als zwei- bzw. dreipassbogige Fenster ausgeführt.
Das Richtfest wurde 1905 gefeiert. 1906 erfolgte die Einweihung. Die Kaiserin stiftete zu diesem Anlass der Kirche eine Altarbibel mit der von ihr eigenhändig angefertigten Widmung: Der evangelischen St. Petri-Kirche zu Thale zur Erinnerung an den 19. Juli 1906. Mt. 16, 18: Du bist Petrus, auf diesen Felsen will ich bauen meine Gemeinde und die Pforten der Hölle sollen sie nicht überwinden. Auch Altar- und Kanzelbehänge wurden von ihr gestiftet.
Eine Instandsetzung fand in den Jahren 1999/2000 statt.
Das Kircheninnere wird von Sterngewölben überspannt. Die Ausstattung samt den Emporen stammt einheitlich aus der Bauzeit. Im Chor werden auf farbigen Glasfenstern Christus und Petrus in mehreren Szenen dargestellt. Sie wurden in der Glasmalereianstalt Ferdinand Müller in Quedlinburg gefertigt.

## Glocken
Die neuen Glocken der St. Petri-Kirche Thale: wurde von "Franz Schilling", Apolda, 1958 gegossen 1927/1958 in der Fa. Franz Schilling, Apolda. Das Geläut besteht aus vier Glocken mit den Schlagtönen F, G, B und C:
```
   Auferstehungsglocke 1958
   1300 kg, Stahl Ton F (as)
   O Land, Land, Land , höre des Herrn Wort
   Angelusglocke 1927
   650 kg, Bronze, Ton G (b)
   üDer Herr ist gütig und eine Feste zur Zeit der Not und kennet, die so auf ihn trauen
   Sterbeglocke 1958
   550 kg, Stahl, Ton B (des)
   Wir glauben, durch die Gnade des Herrn Jesu Christi selig zu werden
   Vater-unser-Glocke 1958
   360 kg, Stahl, Ton C (es)
   Welche der Geist Gottes treibt, die sind Gottes Kinder
```

Glockengeläut von 1905 (historisches Foto oben) musste beiden Weltkriegen jeweils zwei Glocken opfern – das heutige Glockengeläut besteht aus der noch von 1927 erhalten gebliebenen Angelusglocke (kleine Glocke) – die drei weiteren Stahlglocken wurden, wie der oben aufgeführten Tabelle zu entnehmen ist, 1958 ergänzt.
dass alte Glockengeläut von 1905:
```
   Große Glocke (St. Petri-Kirche)
   Gewicht: 950 kg
   Ton: des
   Spruch: "Heilig, heilig, heilig ist der Herr Zebaoth".
```

```
   Mittlere Glocke (St. Petri-Kirche)
   Gewicht: 750 kg
   Ton: f
   Spruch: "Der Herr ist gütig und eine Feste zur Zeit der Not und kennet, die so an ihn glauben".
```

```
   Kleine Glocke (St. Petri-Kirche)
   Gewicht: 550 kg
   Ton: as Spruch: "Jauchzet dem Herrn alle Welt, dienet dem Herrn mit Freuden, kommt vor sein Angesicht mit Frohlocken".
```

## Orgel

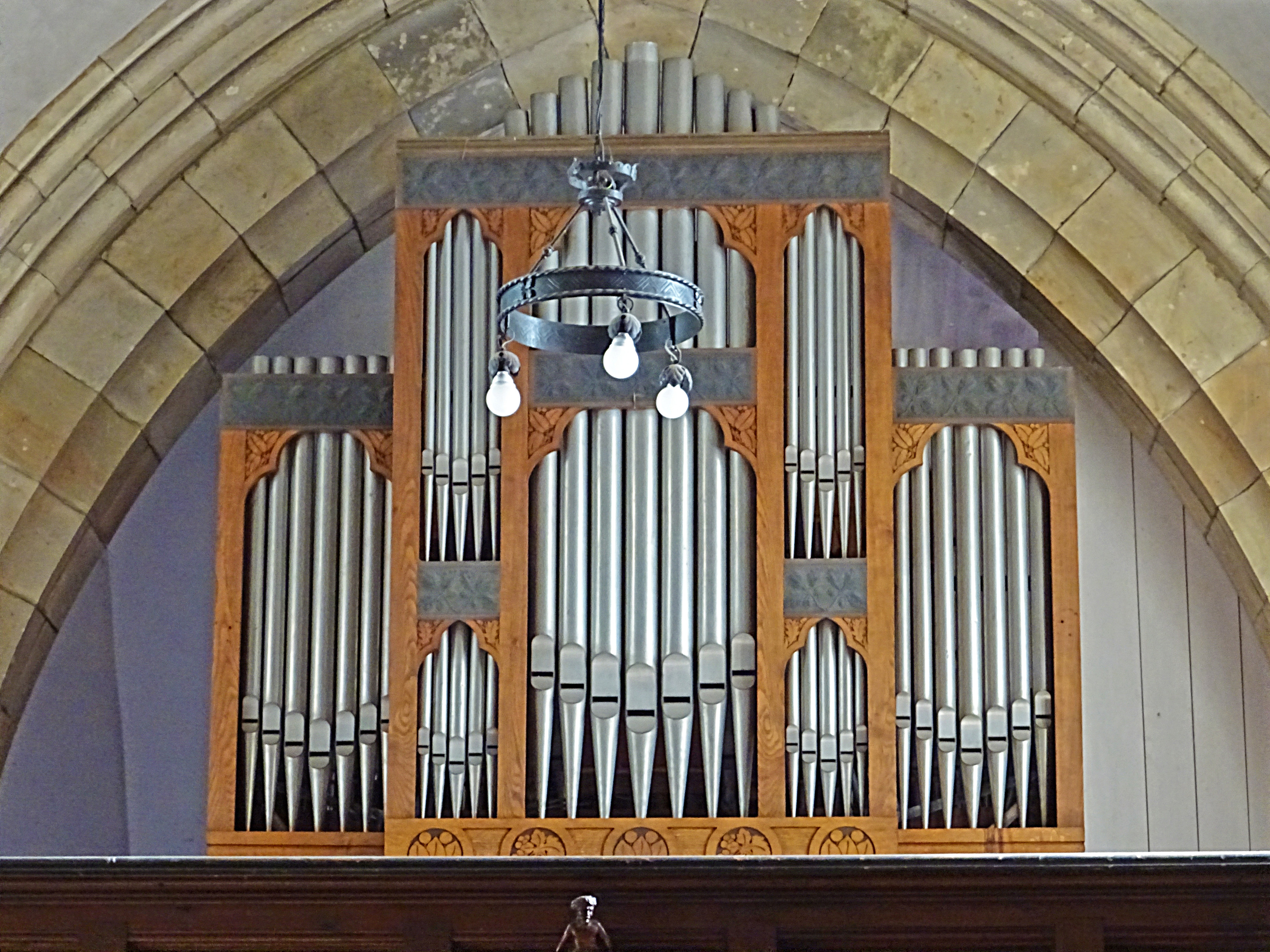
Rühlmann-Orgel

Die Orgel wurde von Wilhelm Rühlmann (Zörbig) im Jahr 1906 erbaut. Sie weist 21 Register und zwei Manuale auf, hat eine pneumatische Traktur mit Kegelladen und Kastenladen.
Disposition:
| I Manual          |       |
| Bordun            | 16′   |
| Gedackt           | 8′    |
| Trompete          | 8′    |
| Gamba             | 8′    |
| Principal         | 8′    |
| Flauto harmonique | 4′    |
| Octave            | 4′    |
| Quinte            | 2 ⁄3′ |
| Octave            | 2′    |
| Mixtur III–IV     |       |

| II Manual        |     |
| Lieblich Gedackt | 16′ |
| Flauto traverso  | 8′  |
| Aeoline          | 8′  |
| Oboe             | 8′  |
| Geigenprincipal  | 8′  |
| Rohrflöte        | 4′  |
| Sifflöte         | 2′  |

| Pedal     |     |
| Subbaß    | 16′ |
| Violonbaß | 16′ |
| Oktavbaß  | 8′  |
| Clarine   | 4′  |

- Koppeln: Normalkoppeln (II/I, I/P, II/P), Oktavkoppel (II/I)
- Weitere Spielhilfen: Feste Kombinationen (p, mf, f, Tutti), Kalkantenrufer

Anmerkungen
1. 1 2  aufschlagend
2. ↑  durchschlagend